# 諾爾蒂默鎮區 (北達科他州巴恩斯縣)
諾爾蒂默鎮區（英語：Noltimer Township）是位於美國北達科他州巴恩斯縣的一個鎮區。

## 地方資料
諾爾蒂默鎮區的面積為93.42平方千米，當中陸地面積為93.13平方千米，而水域面積為0.29平方千米。根據2010年美國人口普查的數據，當地共有人口65人，而人口密度為每平方千米0.7人。